# 15.ª etapa de la Vuelta a España 2019
La 15.ª etapa de la Vuelta a España 2019 tuvo lugar el 8 de septiembre de 2019 entre Tineo y el Santuario de la Virgen del Acebo sobre un recorrido de 154,4 km y fue ganada en solitario por el estadounidense Sepp Kuss del Jumbo-Visma. El esloveno Primož Roglič consiguió mantener el maillot rojo.

## Clasificación de la etapa
| \| Clasificación de la etapa \| Clasificación de la etapa \| Clasificación de la etapa \| Clasificación de la etapa \| Clasificación de la etapa \| \| Ciclista \| Ciclista \| Equipo \| Tiempo \| \| \| ------------------------- \| ---------------------------- \| ----------------------------- \| ------------------------- \| ------------------------- \| \| 1.º \| Sepp Kuss \| Team Jumbo-Visma \| 4 h 19 min 04 s \| \| \| 2.º \| Ruben Guerreiro \| Katusha-Alpecin \| + 39 s \| \| \| 3.º \| Tao Geoghegan Hart \| Team Ineos \| + 40 s \| \| \| 4.º \| Óscar Rodríguez Garaicoechea \| Euskadi Basque Country-Murias \| + 53 s \| \| \| 5.º \| Mark Padun \| Bahrain-Merida \| + 1 min 49 s \| \| \| 6.º \| Ben O'Connor \| Dimension Data \| + 2 min 05 s \| \| \| 7.º \| Lawson Craddock \| EF Education First \| + 2 min 11 s \| \| \| 8.º \| Primož Roglič \| Team Jumbo-Visma \| + 2 min 14 s \| \| \| 9.º \| Alejandro Valverde \| Movistar Team \| + 2 min 14 s \| \| \| 10.º \| Sander Armée \| Lotto-Soudal \| + 2 min 48 s \| \| |                              |                               |                 |
| |                              |                               |                 |
| Fuente: ProCyclingStats |                              |                               |                 |
| Clasificación de la etapa |                              |                               |                 |
| Ciclista | Ciclista                     | Equipo                        | Tiempo          |
| 1.º | Sepp Kuss                    | Team Jumbo-Visma              | 4 h 19 min 04 s |
| 2.º | Ruben Guerreiro              | Katusha-Alpecin               | + 39 s          |
| 3.º | Tao Geoghegan Hart           | Team Ineos                    | + 40 s          |
| 4.º | Óscar Rodríguez Garaicoechea | Euskadi Basque Country-Murias | + 53 s          |
| 5.º | Mark Padun                   | Bahrain-Merida                | + 1 min 49 s    |
| 6.º | Ben O'Connor                 | Dimension Data                | + 2 min 05 s    |
| 7.º | Lawson Craddock              | EF Education First            | + 2 min 11 s    |
| 8.º | Primož Roglič                | Team Jumbo-Visma              | + 2 min 14 s    |
| 9.º | Alejandro Valverde           | Movistar Team                 | + 2 min 14 s    |
| 10.º | Sander Armée                 | Lotto-Soudal                  | + 2 min 48 s    |

## Clasificaciones al final de la etapa

### Clasificación general
| \| Clasificación general \| Clasificación general \| Clasificación general \| Clasificación general \| Clasificación general \| \| Ciclista \| Ciclista \| Equipo \| Tiempo \| \| \| --------------------- \| --------------------- \| -------------------------- \| --------------------- \| --------------------- \| \| 1.º \| Primož Roglič \| Team Jumbo-Visma \| 58 h 10 min 32 s \| \| \| 2.º \| Alejandro Valverde \| Movistar Team \| + 2 min 25 s \| \| \| 3.º \| Tadej Pogačar \| UAE Team Emirates \| + 3 min 42 s \| \| \| 4.º \| Miguel Ángel López \| Astana \| + 3 min 59 s \| \| \| 5.º \| Nairo Quintana \| Movistar Team \| + 5 min 09 s \| \| \| 6.º \| Rafał Majka \| Bora-Hansgrohe \| + 7 min 14 s \| \| \| 7.º \| Nicolas Edet \| Cofidis, Solutions Crédits \| + 9 min 08 s \| \| \| 8.º \| Wilco Kelderman \| Team Sunweb \| + 9 min 15 s \| \| \| 9.º \| Carl Fredrik Hagen \| Lotto-Soudal \| + 9 min 44 s \| \| \| 10.º \| Hermann Pernsteiner \| Bahrain-Merida \| + 11 min 39 s \| \| |                     |                            |                  |
| |                     |                            |                  |
| Fuente: ProCyclingStats |                     |                            |                  |
| Clasificación general |                     |                            |                  |
| Ciclista | Ciclista            | Equipo                     | Tiempo           |
| 1.º | Primož Roglič       | Team Jumbo-Visma           | 58 h 10 min 32 s |
| 2.º | Alejandro Valverde  | Movistar Team              | + 2 min 25 s     |
| 3.º | Tadej Pogačar       | UAE Team Emirates          | + 3 min 42 s     |
| 4.º | Miguel Ángel López  | Astana                     | + 3 min 59 s     |
| 5.º | Nairo Quintana      | Movistar Team              | + 5 min 09 s     |
| 6.º | Rafał Majka         | Bora-Hansgrohe             | + 7 min 14 s     |
| 7.º | Nicolas Edet        | Cofidis, Solutions Crédits | + 9 min 08 s     |
| 8.º | Wilco Kelderman     | Team Sunweb                | + 9 min 15 s     |
| 9.º | Carl Fredrik Hagen  | Lotto-Soudal               | + 9 min 44 s     |
| 10.º | Hermann Pernsteiner | Bahrain-Merida             | + 11 min 39 s    |

### Clasificación por puntos
| Clasificación por puntos | Clasificación por puntos | Clasificación por puntos | Clasificación por puntos | Clasificación por puntos |
| Ciclista                 | Ciclista                 | Equipo                   | Puntos                   |                          |
| ------------------------ | ------------------------ | ------------------------ | ------------------------ | ------------------------ |
| 1.º                      | Primož Roglič            | Team Jumbo-Visma         | 117 pts                  |                          |
| 2.º                      | Tadej Pogačar            | UAE Team Emirates        | 90 pts                   |                          |
| 3.º                      | Alejandro Valverde       | Movistar Team            | 82 pts                   |                          |
| 4.º                      | Nairo Quintana           | Movistar Team            | 82 pts                   |                          |
| 5.º                      | Sam Bennett              | Bora-Hansgrohe           | 70 pts                   |                          |
| 6.º                      | Miguel Ángel López       | Astana                   | 56 pts                   |                          |
| 7.º                      | Alex Aranburu            | Caja Rural-Seguros RGA   | 52 pts                   |                          |
| 8.º                      | Marc Soler               | Movistar Team            | 45 pts                   |                          |
| 9.º                      | Tosh Van der Sande       | Lotto-Soudal             | 44 pts                   |                          |
| 10.º                     | Ruben Guerreiro          | Katusha-Alpecin          | 43 pts                   |                          |

### Clasificación de la montaña
| Clasificación de la montaña | Clasificación de la montaña | Clasificación de la montaña   | Clasificación de la montaña | Clasificación de la montaña |
| Ciclista                    | Ciclista                    | Equipo                        | Puntos                      |                             |
| --------------------------- | --------------------------- | ----------------------------- | --------------------------- | --------------------------- |
| 1.º                         | Ángel Madrazo               | Burgos-BH                     | 32 pts                      |                             |
| 2.º                         | Geoffrey Bouchard           | AG2R La Mondiale              | 30 pts                      |                             |
| 3.º                         | Tadej Pogačar               | UAE Team Emirates             | 25 pts                      |                             |
| 4.º                         | Alejandro Valverde          | Movistar Team                 | 22 pts                      |                             |
| 5.º                         | Sergio Luis Henao           | UAE Team Emirates             | 21 pts                      |                             |
| 6.º                         | Sergio Samitier             | Euskadi Basque Country-Murias | 20 pts                      |                             |
| 7.º                         | Primož Roglič               | Team Jumbo-Visma              | 20 pts                      |                             |
| 8.º                         | Marc Soler                  | Movistar Team                 | 17 pts                      |                             |
| 9.º                         | Wout Poels                  | Team Ineos                    | 17 pts                      |                             |
| 10.º                        | Jesús Herrada               | Cofidis, Solutions Crédits    | 17 pts                      |                             |

### Clasificación de los jóvenes
| Clasificación del mejor joven | Clasificación del mejor joven | Clasificación del mejor joven | Clasificación del mejor joven | Clasificación del mejor joven |
| Ciclista                      | Ciclista                      | Equipo                        | Tiempo                        |                               |
| ----------------------------- | ----------------------------- | ----------------------------- | ----------------------------- | ----------------------------- |
| 1.º                           | Tadej Pogačar                 | UAE Team Emirates             | 58 h 14 min 14 s              |                               |
| 2.º                           | Miguel Ángel López            | Astana                        | + 17 s                        |                               |
| 3.º                           | Sergio Higuita                | EF Education First            | + 9 min 46 s                  |                               |
| 4.º                           | Ruben Guerreiro               | Katusha-Alpecin               | + 12 min 50 s                 |                               |
| 5.º                           | James Knox                    | Deceuninck-Quick Step         | + 15 min 00 s                 |                               |
| 6.º                           | Kilian Frankiny               | Groupama-FDJ                  | + 18 min 55 s                 |                               |
| 7.º                           | Sepp Kuss                     | Team Jumbo-Visma              | + 35 min 02 s                 |                               |
| 8.º                           | Ben O'Connor                  | Dimension Data                | + 35 min 59 s                 |                               |
| 9.º                           | Óscar Rodríguez Garaicoechea  | Euskadi Basque Country-Murias | + 36 min 43 s                 |                               |
| 10.º                          | Amanuel Ghebreigzabhier       | Dimension Data                | + 37 min 58 s                 |                               |

### Clasificación por equipos
| Clasificación por equipos | Clasificación por equipos     | Clasificación por equipos | Clasificación por equipos |
| Equipo                    | Equipo                        | Tiempo                    |                           |
| ------------------------- | ----------------------------- | ------------------------- | ------------------------- |
| 1.º                       | Movistar Team                 | 173 h 42 min 40 s         |                           |
| 2.º                       | Astana                        | + 28 min 50 s             |                           |
| 3.º                       | Team Jumbo-Visma              | + 45 min 31 s             |                           |
| 4.º                       | Mitchelton-Scott              | + 1 h 31 min 43 s         |                           |
| 5.º                       | AG2R La Mondiale              | + 1 h 43 min 00 s         |                           |
| 6.º                       | Bahrain-Merida                | + 2 h 04 min 32 s         |                           |
| 7.º                       | Trek-Segafredo                | + 2 h 09 min 48 s         |                           |
| 8.º                       | Euskadi Basque Country-Murias | + 2 h 12 min 46 s         |                           |
| 9.º                       | Dimension Data                | + 2 h 16 min 16 s         |                           |
| 10.º                      | Team Sunweb                   | + 2 h 17 min 59 s         |                           |

## Abandonos
- Patrick Bevin, para preparar el Campeonato Mundial, no tomó la salida.[2]
- Brian van Goethem, enfermo, abandonó durante la etapa.[3]
- Jesper Hansen